# Bimota HB2
 (avril 2021).
Si vous disposez d'ouvrages ou d'articles de référence ou si vous connaissez des sites web de qualité traitant du thème abordé ici, merci de compléter l'article en donnant les références utiles à sa vérifiabilité et en les liant à la section « Notes et références ».
La HB2 est un modèle de motocyclette de la marque italienne Bimota.
La HB2 est présentée lors du salon de Milan en novembre 1981. Comme tous les modèles de la firme de Rimini, elle est l'œuvre de Massimo Tamburini. Elle succède à la première machine de la marque, la HB1.
Le moteur provient toujours de chez Honda. C'est celui qui équipe la CB 900 Bol d'Or qui est privilégié. C'est un quatre cylindres en ligne, quatre temps, refroidi par air et alimenté par quatre carburateurs Keihin de 32 mm, développant 95 chevaux à 9 000 tr/min et pratiquement 8 mkg à 8 000 tr/min.
La moto pèse 200 kg à sec et le constructeur annonce 230 km/h.
Ce moteur est enchâssé dans un cadre double berceau en acier. La fourche télescopique de marque Italia utilise des tubes en magnésium et le monoamortisseur arrière est un  De Carbon. Le bras oscillant est en alliage d'acier au chrome-molybdène. Son axe est aligné avec le pignon de sortie de boîte de vitesses, afin de réduire les efforts sur la chaîne de transmission finale.

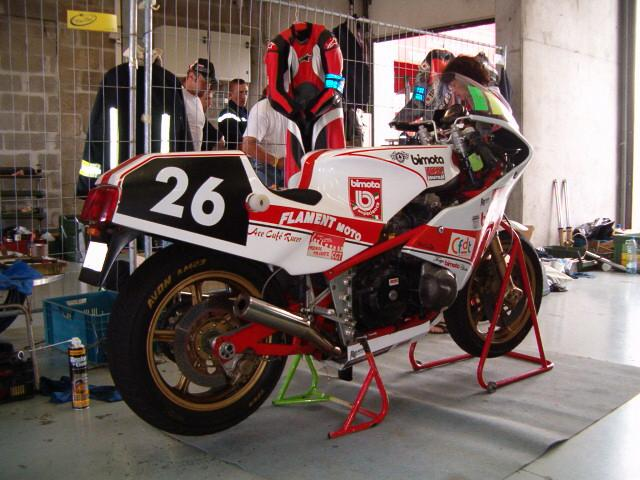
HB2 préparée pour le Bol d'Or classique

Le freinage est assuré par Brembo, avec trois disques de 280 mm de diamètre, pincés par des étriers doubles pistons.
De série, la HB2 n'est pas équipée de rétroviseurs ni de clignotants. La place dévolue au passager et les aspects pratiques n'ont pas fait partie du cahier des charges.
La HB2 est commercialisée pendant deux années. Il sortira de l'usine 193 exemplaires, dont 53 modèles montés et 140 sous forme de kit. Elle était disponible avec deux robes différentes : une blanche à bandes rouges et une blanche avec deux bandes rouges et une bande bleue. Il en sortira respectivement 161 et 31 exemplaires. Tous les cadres sont peints en rouge. Le modèle monté était vendu plus de 9 000 €.